# おはようCBC
おはようCBC（おはようシービーシー）は、CBCラジオで放送されていたラジオ番組。1974年4月8日放送開始。土曜は1986年10月4日で、平日は1990年4月6日で終了。

## 放送時間
- 毎週月曜日～土曜日7:15～8:58

## 出演者

### パーソナリティ

#### 平日
- 初代：鎌田吉三郎、三人の主婦パーソナリティ（番組開始～1974年中）
- 2代目：桂春之助、金原亭桂太、滝トール、露の新五、柳家小きん[2]らが曜日毎に担当（1975年1月～1976年4月9日）
- 3代目：中島公司（1976年4月12日～番組終了）

#### 土曜日
- 荒川戦一
- 飯尾一路
- 黒川光弘

### アシスタント
- 関本すみれ （平日）
- 平井律子 （土曜日、1982年3月まで）
- 松下昌子 （土曜日、1982年4月から）
- 多田仁美 （土曜日の最末期、1986年当時）

### レポーター
- 江崎明
- 水谷厚子

## 概要
- 最初の本番組（平日版）のキャッチフレーズは「お台所から主婦登場」で[3]、番組が狙いとしたことも、本番組スタートの前年1973年に起こったオイルショックによる狂乱物価に苦しむリスナーに有益な物価情報を提供するということだった[3]。主婦目線での番組を目指して最初は三人の主婦パーソナリティを起用、更に放送エリアの東海3県に約50人の「奥様リポーター」を配置、各地域から細かな話題を発信してもらっていた[3]。しかしこれも程なく、上記のように5人の芸人・タレントによる日替わりパーソナリティーに変更される。
- 土曜は名古屋テレビ塔の展望台から放送しており、「高いところから、失礼しまーす！」とオープニングで言っていた[3]。時にはもっと高い所を目指して伊吹山や乗鞍岳からも放送、1974年8月3日には富士山頂から“日本一高い所からの放送”を行った[3]。
- 土曜は『おはようCBC』の後に『ビューティフルサタデー』『今日はここから！』等、放送時期によって様々なサブタイトルが付けられていた。
- 中島アナウンサー時代は聞いたら他人に話したくなる話題の提供をテーマとした。そして、辛口トークで番組終了までの14年間支持されたとされていた[4]。
- 中島は、当番組のパーソナリティーへ起用されるまで、CBCからの出向扱いで「キャラバン」（TBS制作・JNN全国ネット番組『おはよう720』内の海外長期取材企画）のリポーターを務めていた。当初は3年間だけパーソナリティを担当する予定だったが、アナウンサーらしからぬ舌鋒鋭い発言が反響を呼んだこともあって、結局は14年にわたって担当。この番組によりCBCの朝ワイドの路線を決定付けた功績を買われ、のちに中島は取締役に就任し、定年後もCBCの経営陣の一員として同局を支えていくこととなった。
- テーマ音楽は、日替わりパーソナリティー時代には古関裕而作曲『オリンピック・マーチ』、中島アナウンサー時代にはポール・モーリア『巴里にひとり』（MON AMOUR JE VIENS DU BOUT DU MONDE）が使用されていた。（土曜は別のテーマ音楽）
- 放送ライブラリーにて、1976年4月12日放送分のダイジェスト版を公開している[5]。

## コーナー

### 平日
- こどもの心(TBS・ABC・CBCの企画ネットコーナー。資生堂の一社提供)
- 朝の歳時記
- 見たり聞いたり試したり
- 中島公司のお耳拝借
- おしゃべりキャンパス
- 今週の人
- なるほどレポート へえ!ほんと? （1982年以降）
- 中島公司の話題アットランダム （1986年以降）
- けだし名言
- プレイバック歌謡曲 （1987年10月 - 1989年3月）
- 生島ヒロシのおしゃれ英会話 （1989年4月 - 1990年3月）
- きょうの葵博 （葵博・岡崎'87開催中の1987年3月 - 5月の間）
- デザイン博だより （世界デザイン博覧会開催中の1989年7月 - 11月の間）

### 土曜日
- ちびっ子放談
- おじさんたちのベストワン
- リクエスト!何でもレポート
- そこが気になるアラセンレポート （1982年10月から）
- 想い出の曲
- ブックの競馬展望